# كلوريد الزئبق الثنائي
كلوريد الزئبقيك ,(HgCl2)،كلوريد الزئبقيك مسحوق بلوري عديم اللون وقليل التطاير تحت درجات الحرارة العادية. يمكن أن يتحلل كلوريد الزئبقيك في وجود مادة عضوية تحت ضوء الشمس إلى عنصر الزئبق.
وهو مركّب شديد السمية، وقد استخدمه الجرّاحون في السابق لتطهير الجروح. ويسمّى كلوريد الزئبقيك أيضًا ثاني كلوريد الزئبق أو الآكل المتسامي.تم تسجيله في سجل دائرة الملخصات الكيميائية في 7487-94-7.أستخدم للمحافظة على الخشب والعينات التشريحية وفي عمليات التصوير كما يستخدم كمبيد حشري ومبيد فطرى في المستحضرات المطهرة، يمكن لأملاح الزئبقيك اللاعضوية أن تتحول إلى مركبات الزئبق العضوية بواسطة النشاط الميكروبي في الغلاف الحيوي للارض.

## التفاعلات
نواتج التحلل:نواتج التحلل الرئيسة هي أحادي كلوريد الزئبقيك والمركبات العضوية للزئبق.
التطاير / التبخر:بعض أنواع البكتريا لها القدرة على تحويل أيونات الزئبقيك إلى عنصر الزئبق المتطاير. الزئبق في الطور المتطاير يمكن أن ينتقل لمئات الكيلومترات.وكلوريد الزئبقيك : يذاب (27 جم) منه في لتر من الماء المقطر.
التراكم البيولوجي:بعض الكائنات لها القدرة على جعل الزئبق يتراكم في أجسامها من خلال الماء.
السمية للنباتات لاتنطبق.الخواص